# John Milnor
John Milnor   (Orange, 20 de febrer de 1931) és un matemàtic estatunidenc conegut pel seu treball en topologia diferencial, teoria K i sistemes dinàmics, així com pels seus llibres, alguns dels quals han esdevingut clàssics. Ha rebut nombroses distincions, entre les quals la Medalla Fields el 1962 i el Premi Abel el 2011. És l'únic matemàtic al qui se li han atorgat la Medalla Fields, el Premi Abel, el Premi Wolf i el Premi Steele, en les seves tres varietats.
Milnor és professor de l'Institute for Mathematical Sciences de la Universitat de Stony Brook (Universitat Estatal de Nova York). La seva esposa, Dusa McDuff, és professora de matemàtiques al Barnard College.

## Vida
Estudiant a la Universitat de Princeton va ser un dels guanyadors de la competició Putnam el 1949. L'any 1950 provà el teorema de Fary-Milnor. Després de graduar-se continuà a Princeton i escriví la seva tesi doctoral sobre isotopies de baules, un concepte proper al dels nusos. El seu director fou Ralph Hartzler Fox. Després de doctorar-se continuà treballant a Princeton.
El 1962, amb només 31 anys, Milnor rebé la Medalla Fields pels seus treballs en topologia diferencial. Posteriorment guanyà la Medalla Nacional de Ciència (1967), el Premi Leroy P. Steele per contribucions importants a la recerca (1982), el Premi Wolf en Matemàtiques (1989), el Premi Leroy P. Steele per a exposicions matemàtiques (2004), el Premi Leroy P. Steele pel conjunt de la seva carrera (2011), i el Premi Abel també el 2011.
Ha estat director de tesi de Tadatoshi Akiba, Jon Folkman, John Mather, Laurent C. Siebenmann, Jonathan Sondow i Michael Spivak.

## Treball
El resultat més celebrat de Milnor és la seva prova, el 1956, de l'existència d'esferes 7-dimensionals amb estructura diferenciable no estàndard (esferes exòtiques). Posteriorment amb Michel Kervaire va provar que la 7-esfera té 15 estructures diferenciables no isomorfes (28 si es considera l'orientació). També es van trobar esferes exòtiques en altres dimensions.
Milnor treballà en la topologia dels punts singulars aïllats de les hipersuperfícies complexes, desenvolupant la teoria de les fibracions de Milnor, les fibres de les quals tenen el tipus d'homotopia d'un ram de μ esferes, on μ es coneix com el nombre de Milnor.
L'any 1961 Milnor provà que la conjectura anomeanda Hauptvermutung sobre triangulacions era falsa exhibint dos complexos simplicials homeomorfs però combinatòriament diferents.

## Obres de Milnor

### Articles
- Kervaire, Michel A.; Milnor, John W. «Groups of homotopy spheres: I». Annals of Mathematics. The Annals of Mathematics, Vol. 77, No. 3, 77, 3, 1963, pàg. 504–537. DOI: 10.2307/1970128. MR 0148075.
- Milnor, John W. «On manifolds homeomorphic to the 7-sphere». Annals of Mathematics. The Annals of Mathematics, Vol. 64, No. 2, 64, 2, 1956, pàg. 399–405. DOI: 10.2307/1969983. MR 0082103.
- Milnor, John W. «Sommes de variétés différentiables et structures différentiables des sphères». Bull. Soc. Math. France, 87, 1959, pàg. 439–444. MR 0117744.
- Milnor, John W. «Differentiable structures on spheres». American Journal of Mathematics. American Journal of Mathematics, Vol. 81, No. 4, 81, 4, 1959b, pàg. 962–972. DOI: 10.2307/2372998. MR 0110107.
- Milnor, John W. «Two complexes which are homeomorphic but combinatorially distinct». Annals of Mathematics. The Annals of Mathematics, Vol. 74, No. 3, 74, 2, 1961, pàg. 575–590. DOI: 10.2307/1970299. MR 133127.

### Llibres
- Milnor, John W. Morse theory.  Notes by M. Spivak and R. Wells. Annals of Mathematics Studies, No. 51. Princeton University Press, Princeton, NJ, 1963. ISBN 0-691-08008-9.
- Milnor, John W. Topology from the differentiable viewpoint.  1997 reprint of the 1965 original. Princeton Landmarks in Mathematics. Princeton University Press, Princeton, NJ, 1965. ISBN 0-691-04833-9.
- Milnor, John W.; Stasheff, James D.. Characteristic classes.  Annals of Mathematics Studies, No. 76. Princeton University Press, Princeton, NJ; University of Tokyo Press, Tokyo, 1974. ISBN 0-691-08122-0.
- Milnor, John W. Lectures on the h-cobordism theorem.  Notes by L. Siebenmann and J. Sondow. Princeton University Press, Princeton, NJ, 1965. ISBN 0-691-07996-X.
- Milnor, John W. Singular points of complex hypersurfaces.  Annals of Mathematics Studies, No. 61. Princeton University Press, Princeton, NJ; University of Tokyo Press, Tokyo, 1968. ISBN 0-691-08065-8.
- Milnor, John W. Dynamics in one complex variable.  Vieweg, Wiesbaden, Germany, 1999. ISBN 3-528-13130-6.
- Milnor, John W. Introduction to algebraic K-theory.  Annals of Mathematics Studies, No. 72. Princeton University Press, Princeton, NJ, 1971. ISBN 978-0-691-08101-4.
- Husemoller, Dale; Milnor, John W.. Symmetric bilinear forms.  Springer-Verlag, New York, NY, 1973. ISBN 978-0-387-06009-5.